# La congiura di Fiesco a Genova
La congiura di Fiesco a Genova (o anche solo Fiesco) è una tragedia in prosa in cinque atti di Friedrich Schiller (1759-1805), rappresentata per la prima volta a Bonn nel 1783.

## Genesi dell'opera

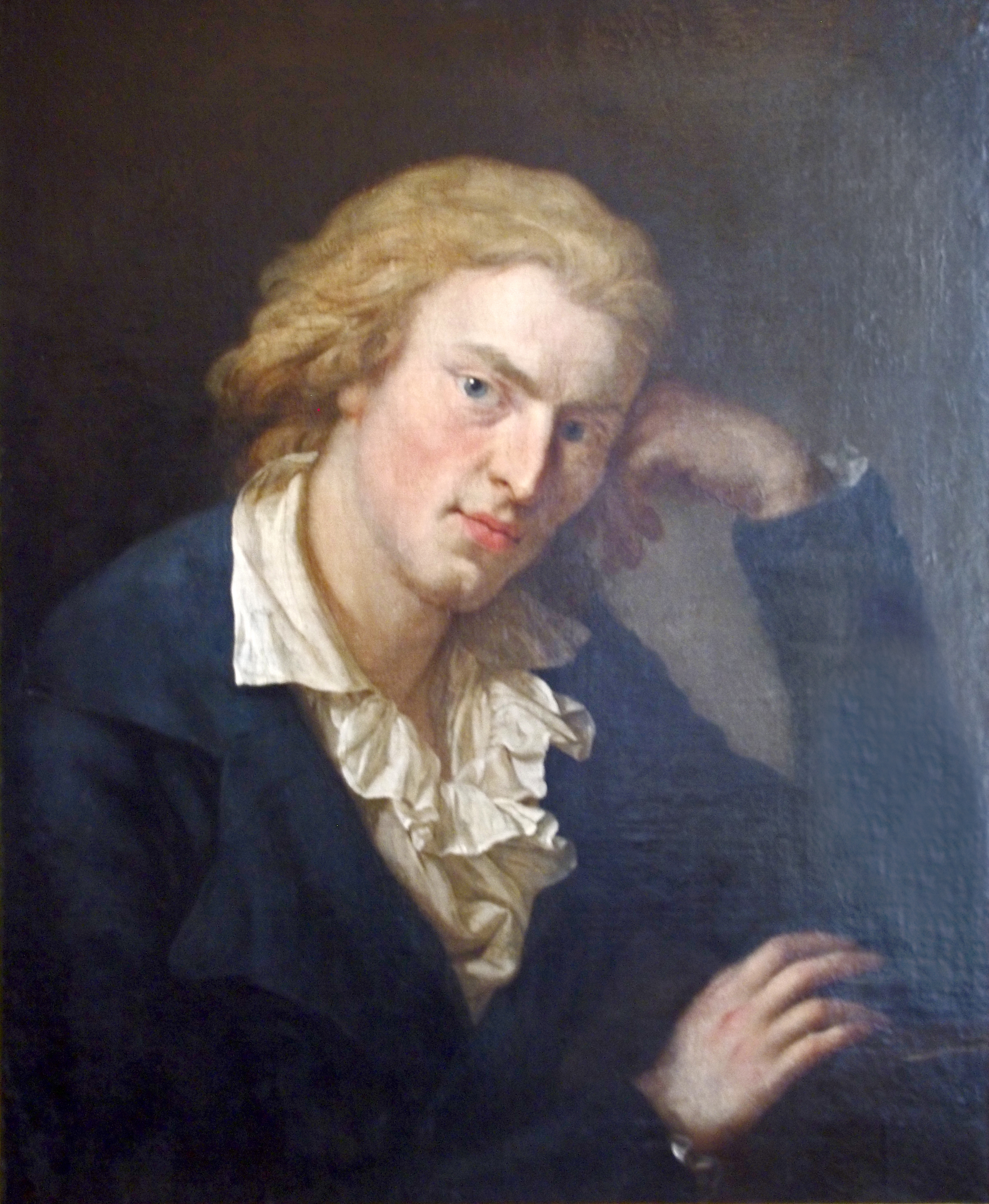
Friedrich Schiller (ritratto di Anton Graff)

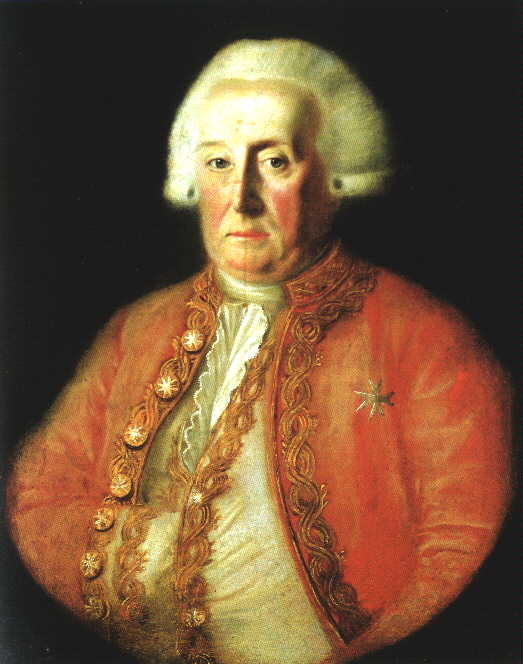
Barone Wolfgang Heribert von Dalberg

Il Fiesco è la seconda tragedia che Schiller portò a termine dopo I Masnadieri, composta nel 1781 e rappresentata a Mannheim il 13 gennaio 1782. Come I Masnadieri, il Fiesco fu scritto nel periodo in cui Schiller aderiva allo Sturm und Drang: entrambi i drammi sono a sfondo storico e dedicati allo scontro di eroi plutarchiani combattuti fra la potenza e la libertà. 
Il duca Carlo II Eugenio del Württemberg, nel cui esercito Schiller prestava servizio come medico militare, irritato perché l'autore aveva esercitato senza permesso l'attività di drammaturgo, nel maggio 1782 fece condannare Schiller a due settimane di prigione e al divieto di scrivere in futuro di null'altro se non di medicina. Schiller rispose a questo divieto iniziando la composizione di altri drammi. Nel settembre 1782 Schiller fuggì dal Ducato del Württemberg a Mannheim, nel Palatinato, dove portò una prima redazione del Fiesco che consegnò al barone von Dalberg, intendente del teatro di corte, il quale tuttavia non la ritenne adatta alle scene. Schiller fece una seconda versione del dramma, ma non ebbe ancora il favore dell'intendente. Non potendo rappresentare il dramma, Schiller lo vendette all'editore Schwan di Mannheim che lo pubblicò nell'aprile 1783. La prima messa in scena di questa redazione ebbe luogo a Bonn il 20 luglio 1783. Una terza versione fu fatta per la messa in scena a Mannheim, dopo che Schiller era stato assunto come Teatherdichter a Mannheim; ma, forse anche per le modifiche pretese dal Dalberg, fra cui un nuovo finale in cui Fieschi non viene ucciso ma rinuncia al potere di sua volontà, dopo la prima dell'11 gennaio 1784 il dramma fu tolto dal cartellone dopo due sole repliche.

## Fondamento storico
La tragedia prende spunto da un fatto storico accaduto a Genova nel 1547 e conosciuto da Schiller attraverso La congiura del conte Gian Luigi Fieschi, opera giovanile del cardinale de Retz, e dal terzo volume della History of the reign of the Emperor Charles V dello storico scozzese William Robertson. 
Nel 1547 si ebbe a Genova una cospirazione contro il doge Andrea Doria a cui prese parte Gian Luigi Fieschi "il Giovane", conte di Lavagna, della nobile famiglia dei Fieschi, capo del partito filofrancese. Il tentativo fu ammantato di slogan repubblicani (scopo dichiarato della congiura era ripristinare le libertà della Repubblica di Genova) per conquistare il patriziato borghese. Inizialmente le sorti dell'insurrezione sembrarono favorevoli ai seguaci del Fieschi: la notte precedente il 3 gennaio 1547 i congiurati riuscirono a impossessarsi delle porte cittadine e della darsena, e ad uccidere Giannettino Doria, nipote ed erede designato del doge. Ma improvvisamente, mentre cercava di impossessarsi di una galea dei Doria, nell'attraversare una passerella, Gian Luigi perse l'equilibrio, scivolò in mare e annegò. I seguaci dei Fieschi si diedero alla fuga e la congiura fallì.

## Trama
Schiller rispetta rigorosamente l'unità di luogo e di tempo: l'azione si svolge infatti nel palazzo del conte Fiesco a Genova e non si protrae per più di tre giorni, precisamente dalla mezzanotte del 31 dicembre 1546 alla notte fra il 2 e il 3 gennaio 1547. Nella Prefazione Schiller cita le due opere storiche da cui ha tratto la storia, vale a dire i testi del cardinale de Retz e di Robertson, ma rivendica anche la libertà del drammaturgo di modificare la storia per renderla funzionale alla rappresentazione teatrale.
Il tiranno di Genova non è Andrea Doria, ma suo nipote Giannettino. Per Schiller il grande ammiraglio Andrea Doria aveva reso più forte e prospera la repubblica di Genova e, sebbene avesse poi trasformato il dogato in signoria, aveva conservato le libertà repubblicane della città. Il suo successore, il nipote Giannettino Doria, è invece un despota violento e volgare il cui regime provoca presto a Genova una congiura contro i Doria ordita da Verrina, ardente repubblicano, la cui figlia Berta era stata violentata da Giannettino. Anche per Schiller, come per il cardinale de Retz, Fiesco, conte di Lavagna, è apparentemente uno dei tanti eroi plutarchiani che in nome della patria e della libertà si ribellano all'oppressione e viene perciò facilmente convinto da Verrina a unirsi alla congiura. La congiura è coronata da successo: i Doria sono rovesciati, Giannettino viene ucciso e i repubblicani si illudono di aver riconquistato la libertà. Tuttavia, anche Fiesco, che si fa proclamare doge, aspira alla signoria: la sua smisurata ambizione è sorda perfino all'amore della moglie Leonora e alle proteste dell'onesto Verrina, il quale si rende conto che Fiesco non è un novello Bruto, un vendicatore delle libertà repubblicane, ma un novello Cesare, un aspirante tiranno, e come tale dovrà essere fermato: non a colpi di pugnale, ma gettato in mare con uno spintone. Il vero Bruto, l'austero repubblicano Verrina, si rivolgerà al vecchio Andrea Doria chiedendogli di reggere nuovamente la città e garantirle la pace.

## Critica
Il Fiesco è generalmente giudicato uno dei drammi minori di Schiller. È accusato di teatralità, pathos e retorica, e del resto Schiller, giunto alla maturità, fu il primo a sconfessare le sue opere drammatiche giovanili. Un giudizio molto positivo fu invece espresso da Hölderlin, che ne lodò "i caratteri così grandi eppur così veri e le situazioni scintillanti ", nonché i "giochi magici e colorati con la lingua". Per Ottone Lennovari, confrontata con quella de I Masnadieri, la lingua del Fiesco «è più pura, meno oratoria, ma ha un campo più limitato: non sempre si salva dal pericolo di cadere nella "storia sceneggiata". Sulla scena si salva perché ha due o tre prime parti per grandi attori». Storicamente, la prima versione in lingua italiana del Fiesco, fatta dall'«ottimo Pompeo Ferrario», ebbe importanza nella storia del linguaggio teatrale italiano, «per un linguaggio di cose più che di modi, per un lessico essenziale ma diretto e pregnante, senza qualificazioni ridondanti, che sono invece peculiarità della lingua, poetica e non, italiana». «[...] nella veste italiana di Ferrario i dialoghi schilleriani sono quelli della conversazione, in cui serio e comico possono persino mescolarsi, mantengono i caratteri della naturalezza e dell’immediatezza, dovuti anche, come in questo caso, ad un andamento per così dire sussultorio che traduce l’ansia della protagonista e insieme l’improvvisazione delle risposte delle due interlocutrici socialmente inferiori; tutte caratteristiche quali non erano del teatro italiano del primo Ottocento.». Siamo ben lontani dai pur tragici Saul o Filippo II alfieriani. Il Fiesco schilleriano vive solo sulle tavole del palcoscenico, coinvolge gli spettatori perché alle singole frasi corrispondono movimenti sulla scena o espressioni che materializzano quelle stesse espressioni (e già pensiamo al Simon Boccanegra di Verdi che proprio da quella tragedia si fece influenzare per la revisione del 1881 della propria opera).

## Edizioni
- Friedrich Schiller, Die Verschwörung des Fiesco zu Genua: Ein republikanisches Trauerspiel, Mannheim, Schwan, 1783
- Friedrich Schiller, Die Verschwörung des Fiesco zu Genua:  Kabale und Liebe, Mannheim, 1783
- Federico Schiller, La congiura di Fiesco a Genova. Tragedia repubblicana recata per la prima volta dal tedesco in italiano da Pompeo Ferrario, Milano, per Giovanni Pirotta, 1819 ( La congiura di Fiesco a Genova.)
- Federico Schiller, La congiura del Fiesco : tragedia di Federico Schiller; traduzione del cavalier Andrea Maffei, Milano: Luigi di G. Pirola, 1853 ( La congiura di Fiesco a Genova.)
- Friedrich Schiller, La congiura del Fiesco; traduzione di Liliana Scalero, Biblioteca Universale Rizzoli; 2449-2450, Milano : Rizzoli, 1968
- Friedrich Schiller, La congiura del Fiesco a Genova: tragedia repubblicana; traduzione di Barbara Allason; nota introduttiva di Maria Donatella Ponti, Collezione di teatro ; 331, Torino: G. Einaudi, /1990!, ISBN 88-06-11892-7

## Trasposizioni cinematografiche
- Complotto (Die Verschwörung zu Genua), film tedesco del 1921 diretto da Paul Leni[10]
- La congiura dei Fieschi, film italiano del 1921 diretto da Ugo Falena[11]

## Galleria d'immagini

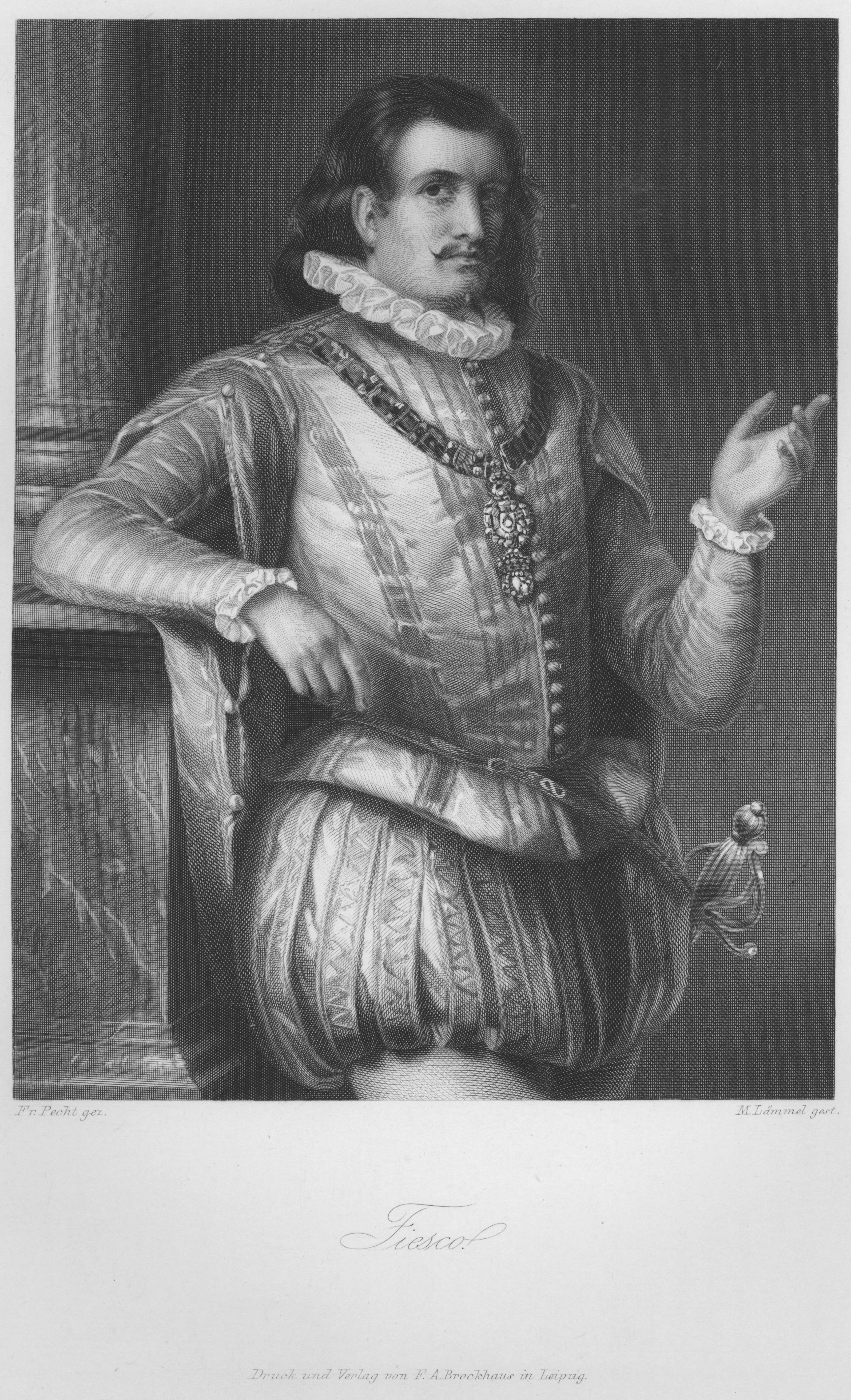
Fiesco (calcografia)
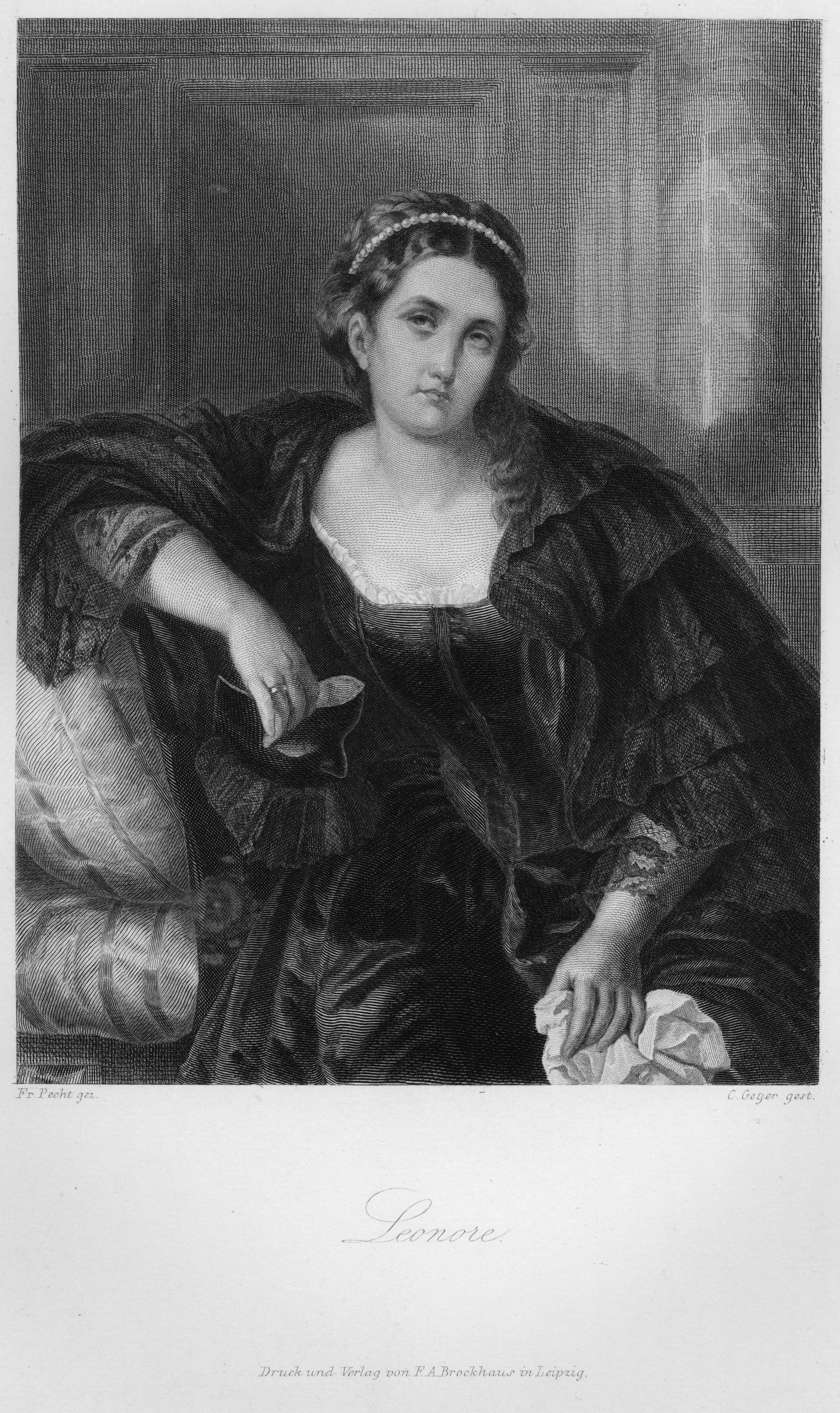
Leonora (calcografia)
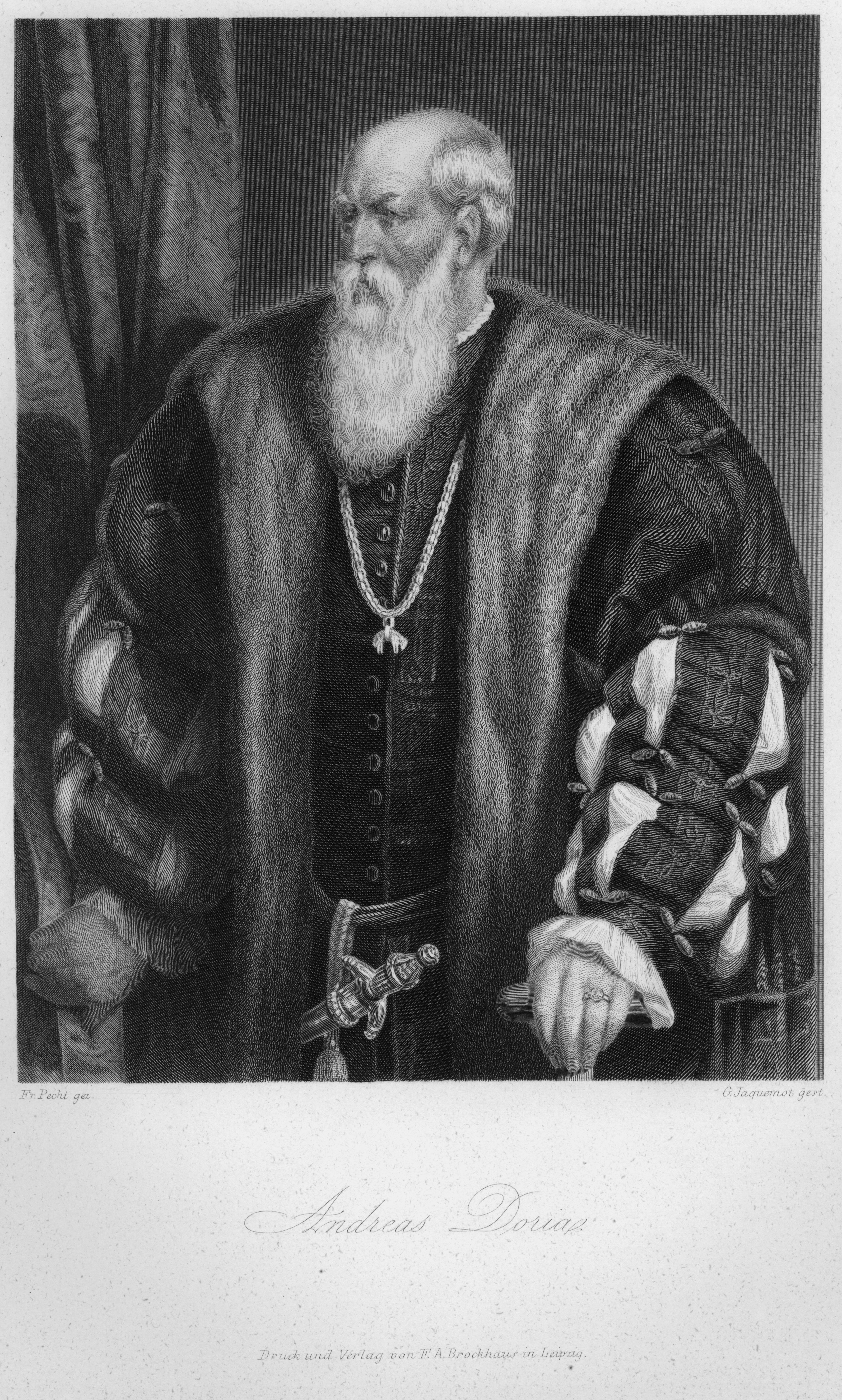
Andrea Doria (calcografia)
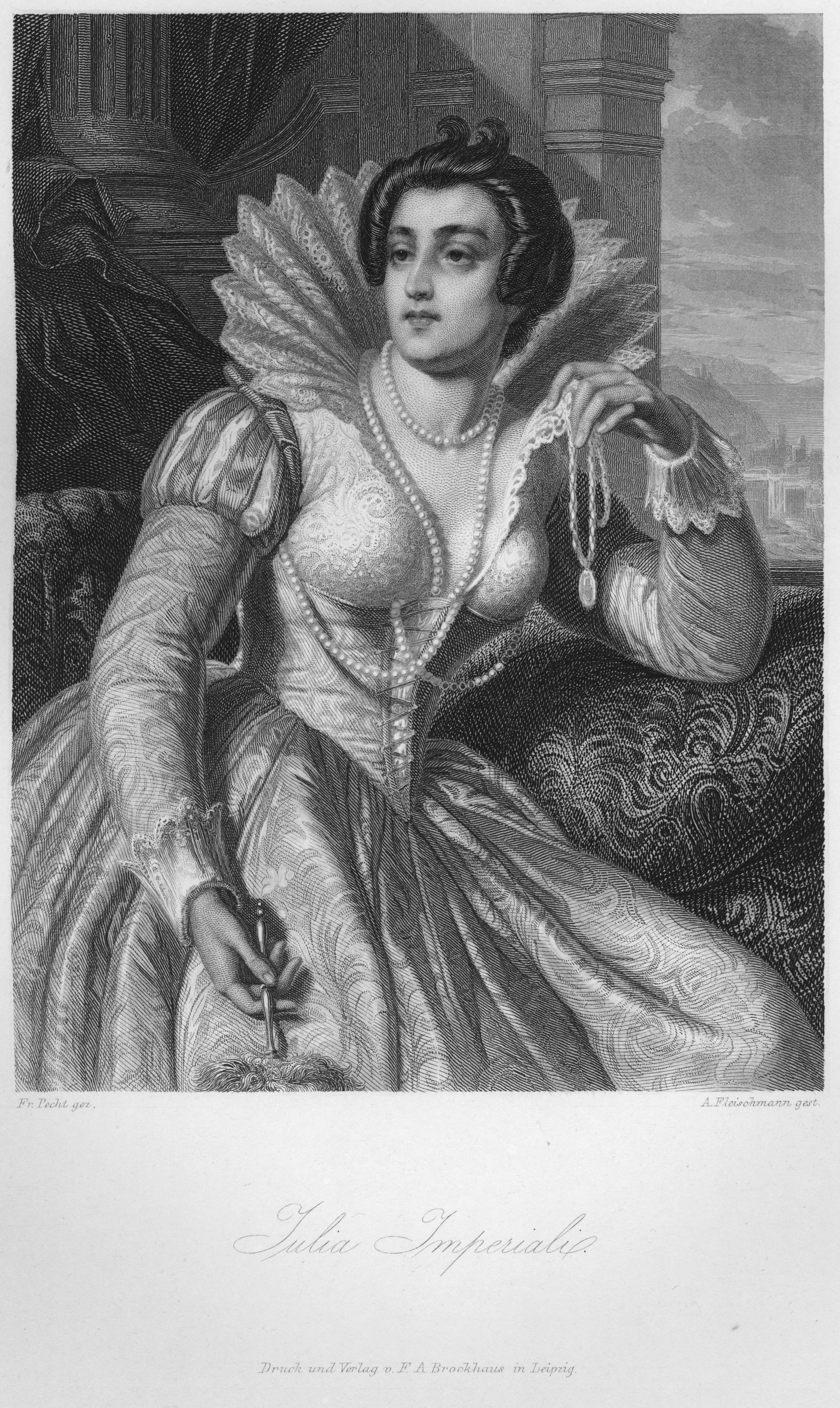
Giulia Imperiali (calcografia)